# Deutscher Kaffeeverband
Der Deutsche Kaffeeverband e. V. ist die Interessenvertretung der gesamten deutschen Kaffeewirtschaft. Die Interessenvertretung der Kaffeehändler wurde 1886 als „Verein der am Caffeehandel betheiligten Firmen“ gegründet, die später in den Deutschen Kaffeeverband überging. Der Verband hat 380 Mitglieder und repräsentiert sowohl große als auch kleine Unternehmen der Kaffeebranche. Zu den Mitgliedern gehören Rohkaffeehändler, Rohkaffeeagenten und -makler, Lagerhalter, Röster,  Entkoffeinierer, Hersteller von löslichem Kaffee und löslichen Kaffeegetränken, Franchise-Systemanbieter, Lebensmittellabore, Hersteller von Röstern, Hersteller von Anlagentechnik, Produzenten von Kaffeemaschinen und -automaten sowie Nachhaltigkeitsorganisationen.
Der Deutsche Kaffeeverband setzt sich nach eigener Darstellung für positive Rahmenbedingungen für die Kaffeewirtschaft ein. Er vertrete die Interessen seiner Mitglieder auf nationaler und internationaler Ebene. Der Verband verstehe sich als Servicestelle für Kaffee in Deutschland und bietet Interessierten umfassende Informationen zu Kaffee.
Im Februar 2014 wurde der Verband von der Deutschen Gesellschaft für Verbandsmanagement e. V. (DGVM) zum „Verband des Jahres“ in der Kategorie „Interessenvertretung und Kommunikation“ ausgezeichnet. Im Februar 2018 wurde der Verband erneut ausgezeichnet, dieses Mal in der Kategorie "Reform und Management.
Hauptgeschäftsführer seit Mai 2006 ist Holger Preibisch.
Das Bundeskartellamt verhängte am 8. Juni 2010 gegen einige Kaffeeröster und den Deutschen Kaffeeverband aufgrund illegaler Preisabsprachen im Jahr 2005 – in diesem Fall ein so genannter klarer Hardcore-Kartellverstoß – Bußgelder in Höhe von insgesamt 30 Millionen Euro. Es existierte seit 1997 bis 2008 ein Arbeitskreis, der in den Räumen des Deutschen Kaffeeverbandes tagte und aus Geschäftsführern und Vertriebsleitern von Kaffeeröstern bestand. Folgende Unternehmen waren von dem Bußgeld betroffen: Kraft Foods, Segafredo Zanetti, Melitta, Tchibo, Darboven, Luigi Lavazza, Seeberger und die Gebrüder Westhoff.
Seit 2006 initiiert der Deutsche Kaffeeverband jährlich den „Tag des Kaffees“, an dem in ganz Deutschland Aktionen rund um Kaffee stattfinden, die von Mitgliedsunternehmen des Verbandes sowie weiteren kaffeeaffinen Firmen, Institutionen oder Vereinen ausgerichtet werden. Bis 2015 wurde der Aktionstag im September gefeiert mit Unterstützung prominenter deutscher Schirmherren aus TV, Musik, Sport und Entertainment – darunter u. a. Nina Ruge (2006), Erol Sander (2007), Tanja Szewczenko (2009), Olivia Jones (2014) und Sky du Mont (2015). Nach über zehn Jahren erhält der „Tag des Kaffees“ im Jahr 2016 internationalen Charakter und wird fortan am 1. Oktober zusammen mit dem neu geschaffenen „International Coffee Day“ begangen. Organisator des „International Coffee Day“ ist die Internationale Kaffeeorganisation (International Coffee Organization, ICO).
Darüber hinaus veranstaltet der Verband pro Jahr mehrere Informationsveranstaltungen und Kongresse, außerdem führt er eigene Marktforschungsstudien durch.

## Auszeichnungen
2024 wurde der Deutsche Kaffeeverband von der Deutschen Gesellschaft für Verbandsmanagement (DGVM) – beeindruckt von den innovativen Maßnahmen und Strategien im Bereich Nachhaltigkeit – zum Verband der Jahres gewählt.